# 劉顕世
劉 顕世（りゅう けんせい）は、清末民初の軍人。黔軍（貴州軍）の指導者で、その中でも興義系と呼ばれる派閥の頭領である。字は如周。号は経碩。

## 事跡

### 貴州旧軍の指導者
父の劉官礼は興義県を拠点としていた団練の統領である。若き日の劉顕世も父の団練に参加し、広西省の会党と戦うなどしている。また、劉父子は地元の興義県で教育事業に取り組み、省内に幅広い政治的人脈を形成した。
1911年（宣統3年）11月3日、貴州の新建陸軍（新軍）が中心となって、武昌起義に呼応して反清の挙兵をなす。翌4日に大漢貴州軍政府が樹立された。この時、劉顕世は団練主体の旧軍を率い清朝側に与していたが、立憲派の枢密院副院長任可澄らの手引きもあって、貴陽入りしてそのまま貴州軍政府に加入している。そして枢密院枢密員兼軍事股主任、貴州中西両路統領という軍事的要職に就くことができた。
その後、劉顕世ら貴州旧軍は任可澄らの貴州立憲派と連合を形成し、枢密院院長張百麟らの貴州革命派と貴州都督楊藎誠らの貴州新軍の連合との間で対立していく。1912年（民国元年）3月、劉・任らは、雲南軍政府の唐継尭率いる滇軍を貴陽に迎え入れ、対立勢力をことごとく駆逐、粛清した。唐が貴州都督に就任すると、劉は貴州国民軍総司令に任命された。唐と劉は、1913年（民国2年）の二次革命（第二革命）では袁世凱を支持している。同年11月、唐が雲南都督に就任すると、劉が貴州護軍使として貴州の統治を引き継いだ。劉は以後も、袁に忠実な姿勢を保っている。

### 護国戦争での台頭、失脚
1915年（民国4年）12月、蔡鍔・唐継尭が袁世凱の皇帝即位を阻止するため、雲南で護国戦争を発動する。劉顕世は当初は袁世凱の皇帝即位を支持し、唐と袂を分かとうとした。ところが、護国軍を支持する黔軍第1団団長の王文華（劉顕世の外甥）や貴州民政長戴戡から、反袁に舵を切るようにとの突き上げが起きる。
結局劉顕世は、1916年（民国5年）1月27日に護国軍支持へと転向して独立を宣言し、王文華率いる黔軍を四川省に送り込んだ。黔軍は護国戦争で活躍し、袁は皇帝即位を取り消して間もなく死去した。その後、北京政府の黎元洪により、劉は貴州督軍兼省長に任命された。
護法戦争でも、劉顕世は南方政府の重鎮の1人と目されることになる。しかし、元来の政治姿勢が北京政府寄りであったため、特に孫文との関係は宜しくなく、唐継尭に追随する政治行動が目立った。劉は貴州省内の軍拡を進めたが、その結果、優勢な軍事力を握るようになった王文華ら若手軍人の派閥（「新派」）と、劉ら旧世代の軍人・政治家の派閥（「旧派」）との間で対立が深まっていく。
1920年（民国9年）9月、王文華は遠征先の四川で敗退すると、同年11月、旧派粛清のクーデターを発動した（「民九事変」）。劉は多くの腹心を新派の軍人たちに殺され、下野を余儀なくされた。しかし王も、部下の袁祖銘との対立の末に暗殺され、貴州は再び混沌とした情勢に陥る。

### 再起失敗
1923年（民国12年）3月、劉顕世は唐継虞（唐継尭の弟）率いる滇軍の支援を受け、袁祖銘を追放して貴陽に帰還した。しかし、貴州軍事善後督弁（都督に相当）には唐継虞が就き、劉はその補佐たる貴州軍事善後会弁にしかなれなかった。1925年（民国14年）1月、勢力を盛り返した袁が唐継尭と和解して貴陽に戻り、劉顕世は唐継虞と共に昆明へ撤退する。これにより事実上、劉の軍事上・政治上の経歴は終了した。
1927年（民国16年）10月14日、昆明で病没。享年58（満57歳）。
劉顕世が形成した黔軍の派閥は、その出身地から興義系と呼ばれ、王文華・袁祖銘もその一員であったが、1927年以降は衰えて行き、周西成率いる桐梓系に取って代わられていく。

## 注
1. ↑  この新派の軍人たちの有力な指導者には、何応欽、谷正倫などがいた。